# توی، شیزوئوکا
توی، شیزوئوکا (به لاتین: Toi) یک منطقهٔ مسکونی در ژاپن است که در ناحیه چوبو واقع شده‌است. توی ۵٬۲۰۳ نفر جمعیت دارد.